# Rubovietnamia aristata
Rubovietnamia aristata är en måreväxtart som beskrevs av Deva D. Tirvengadum. Rubovietnamia aristata ingår i släktet Rubovietnamia och familjen måreväxter. Inga underarter finns listade i Catalogue of Life.